# We Sold Our Soul for Rock 'n' Roll
We Sold Our Soul for Rock 'n' Roll è la prima raccolta del gruppo heavy metal Black Sabbath. È stata pubblicata nel Regno Unito il 1º dicembre 1975, e successivamente negli Stati Uniti nel febbraio del 1976.

## Tracce
Le versioni pubblicate in musicassetta e vinile contengono il brano Warning, che manca invece nella successiva versione in CD.
Disco 1
1. Black Sabbath - 6:15 (dall'album Black Sabbath)
2. The Wizard - 4:20 (dall'album Black Sabbath)
3. Warning - 3:31 (dall'album Black Sabbath)
4. Paranoid - 2:50 (dall'album Paranoid)
5. War Pigs - 7:55 (dall'album Paranoid)
6. Iron Man - 6:00 (dall'album Paranoid)

Disco 2
1. Tomorrow's Dream - 3:08 (dall'album Black Sabbath, Vol. 4)
2. Fairies Wear Boots - 6:13 (dall'album Paranoid)
3. Changes - 4:41 (dall'album Black Sabbath, Vol. 4)
4. Sweet Leaf - 5:02 (dall'album Master of Reality)
5. Children of the Grave - 5:15 (dall'album Master of Reality)
6. Sabbath Bloody Sabbath - 5:35 (dall'album Sabbath Bloody Sabbath)
7. Am I Going Insane (Radio) - 4:13 (dall'album Sabotage)
8. Laguna Sunrise - 2:53 (dall'album Black Sabbath, Vol. 4)
9. Snowblind - 5:28 (dall'album Black Sabbath, Vol. 4)
10. N.I.B. - 6:16 (dall'album Black Sabbath)

## Formazione
- Ozzy Osbourne - voce, armonica a bocca in The Wizard
- Tony Iommi - chitarra, pianoforte e mellotron in Changes
- Geezer Butler - basso
- Bill Ward - batteria

## Altri musicisti
- Gerald "Jezz" Woodruffe - tastiere in Am I Going Insane (Radio)